# 的矢湾

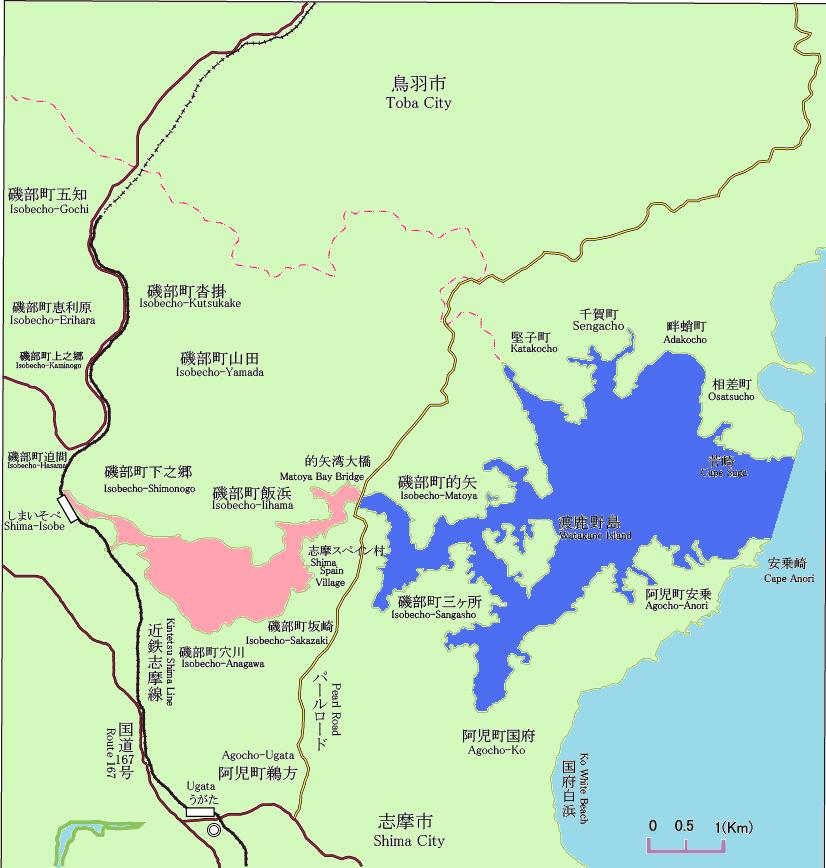
的矢湾
青い部分が一般的な的矢湾。桃色の部分はいわゆる伊雑ノ浦である。広義には前者・後者とも的矢湾に含まれる。

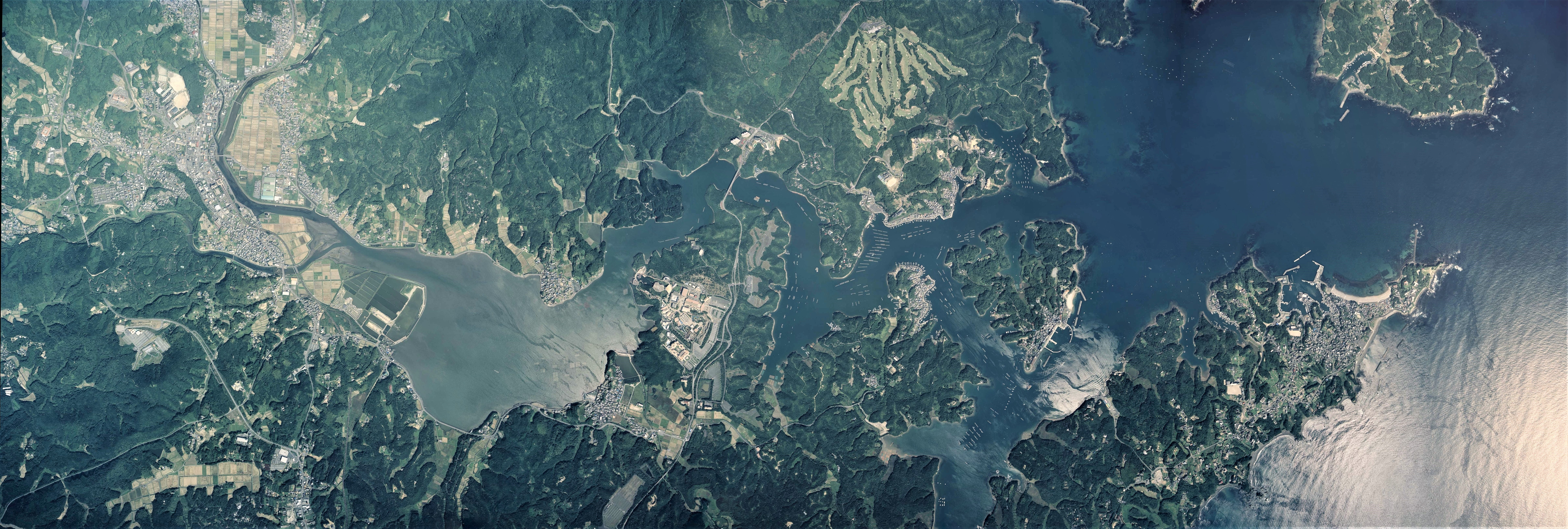
的矢湾周辺の空中写真。
2008年撮影の6枚を合成作成。
。

的矢湾（まとやわん）は、三重県志摩半島の東側にある東西10kmほどの細長い湾。志摩市と鳥羽市に属する。

## 概要
カキや真珠貝の養殖が盛んである。周辺は典型的なリアス式海岸で的矢湾は南にある英虞湾と同じく溺れ谷である。また、景色の美しさなどから観光地となっており、沿岸にはテーマパーク志摩スペイン村をはじめ、ホテルやゴルフ場が多い。 
入口は南の安乗崎と北の菅崎にはさまれ幅2kmほどある。その内側には渡鹿野島がある。中央部は幅わずか100mほどに狭窄し、的矢湾大橋が架けられ、南側の丘に志摩スペイン村がある。面積は8km2、海岸線長は40kmである。

## 伊雑ノ浦
的矢湾の奥はまた広い内湾となり、伊雑ノ浦（いぞうのうら）と呼ばれる。最も一般的な表記は「伊雑ノ浦」であるが、文献によっては伊雑の浦・伊雑浦も用いられる。広義の的矢湾に占める伊雑ノ浦の面積は6分の1ほどであるが、浦に流れ込む磯部川（神路川）・野川・池田川の流域面積は浦の面積の35倍もある。一見すると湖のようであり、波静かな入り江である。西岸を近鉄志摩線が走り、志摩磯部駅と穴川駅がある。
水深は最深部でも3 mと極めて浅く、大干潮の際には8割以上が干潟と化し、大雨が降れば全域が淡水化する。ヒトエグサ（あおさ）やウナギの養殖が行われている｡ 1970年代にはカモの狩猟場としても知られていた。

### 伊雑ノ浦淡水湖化計画
志摩市には大河川が存在せず、長年水不足に悩まされてきた。そこで、伊雑ノ浦を淡水湖化して灌漑をしようとする計画が持ち上がった。この計画の主体は農林省（当時）であり、正式名称は｢志摩総合開発計画｣｡ 
これに対して、1956年（昭和31年）に伊雑ノ浦や的矢湾であおさやカキの養殖に従事していた漁業者らは、漁業への悪影響を理由に反発し、的矢かきの生みの親である佐藤忠勇の研究データを添えた陳情書を提出。計画は中止された｡ 反対運動の際に提出された陳情書は、志摩市歴史民俗資料館に保存・展示されている。
代替の水源として、1960年（昭和35年）に磯部町恵利原の神路川にダムを建設する計画がなされ、1968年（昭和43年）には恵利原ダムが、1974年（昭和48年）には神路ダムが完成した。なお、現在ではこれでも水が不足するため、南勢水道の多気浄水場（多気郡多気町）から一部送水を受けている。

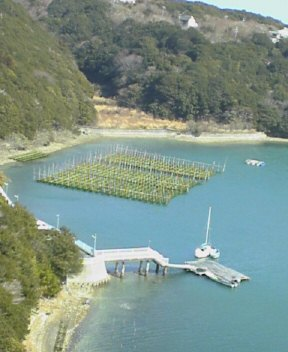
あおさ（ヒトエグサ）養殖中の的矢湾
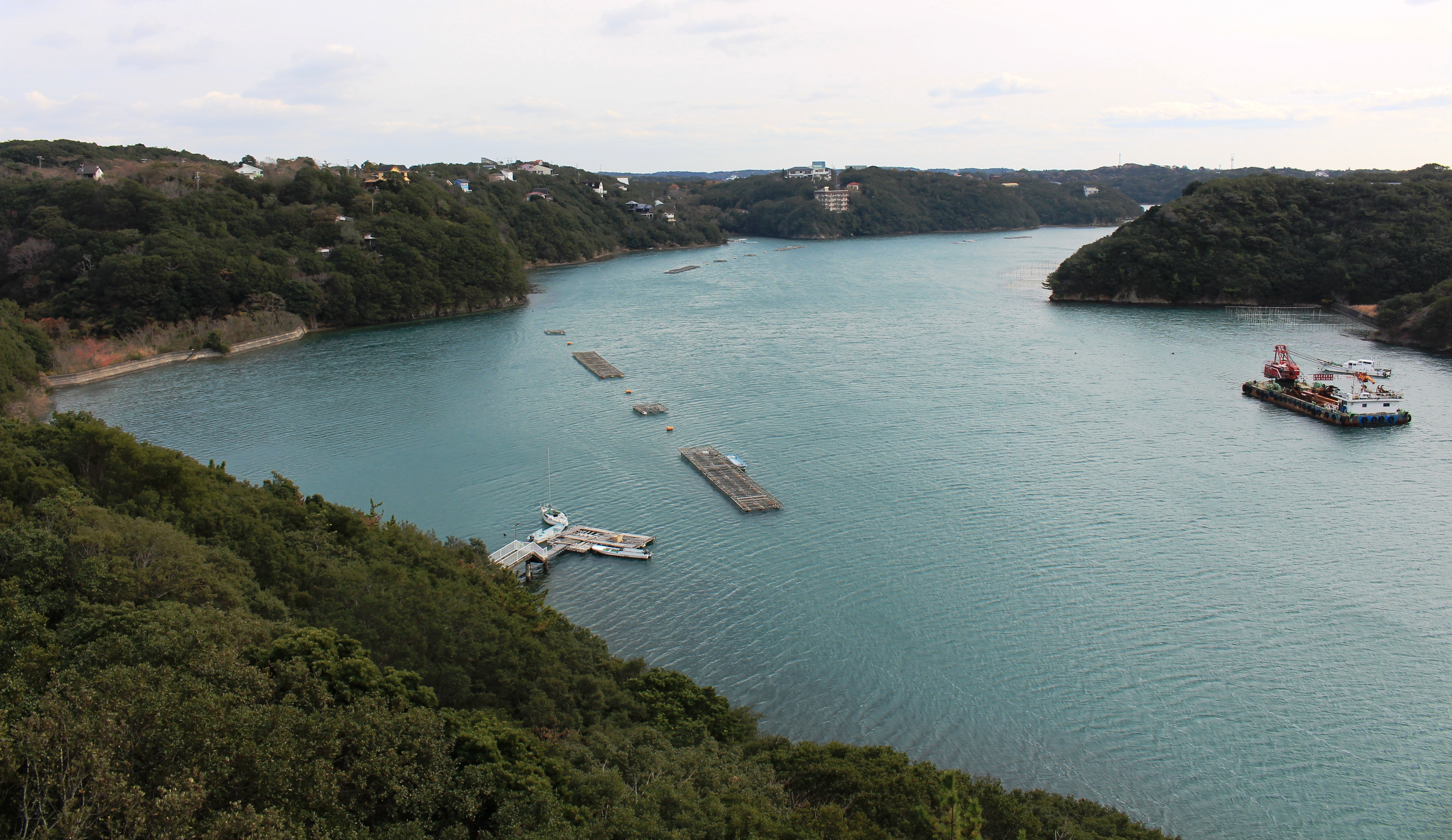
的矢湾大橋から望む的矢湾
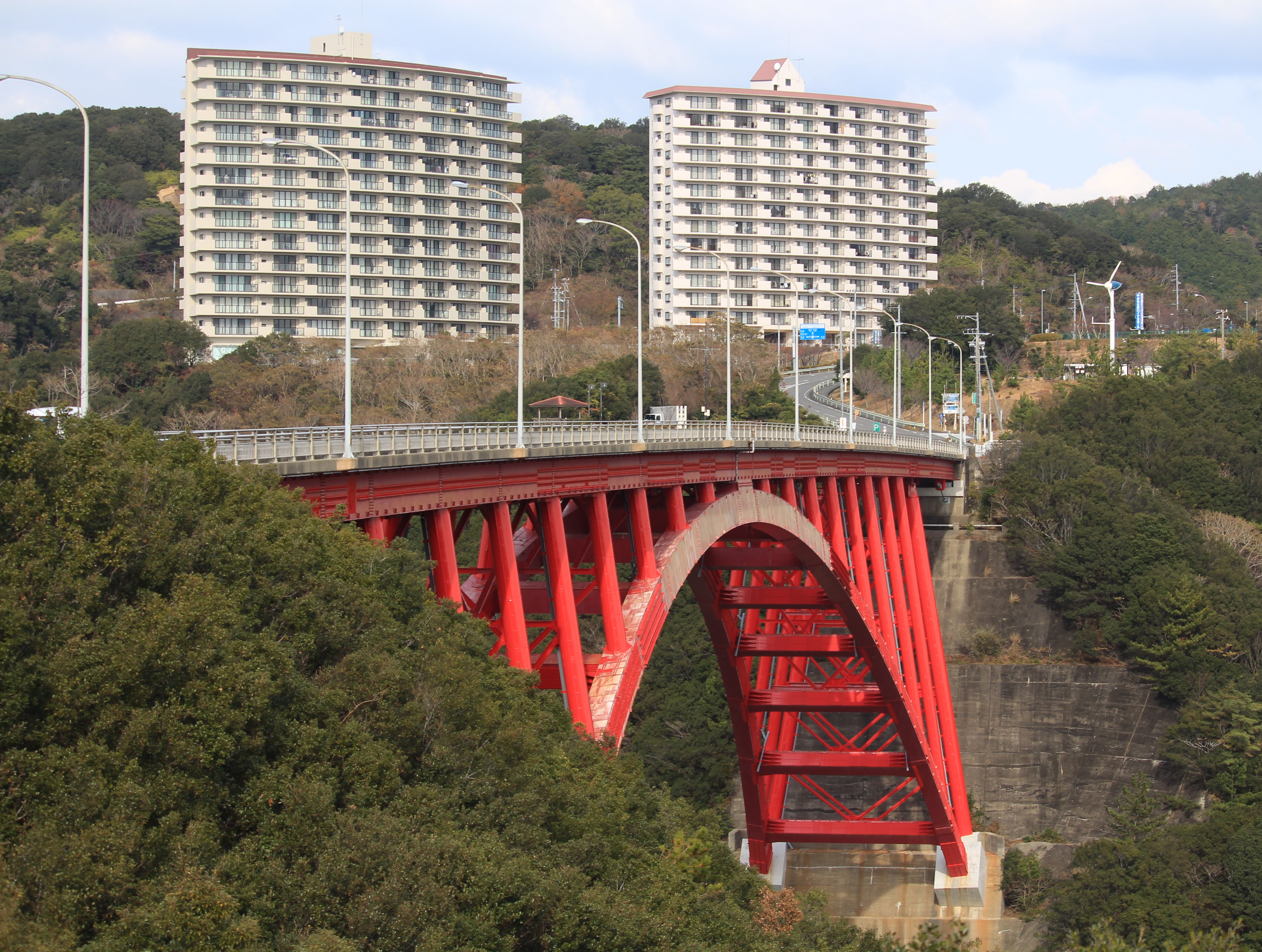
的矢湾大橋、東急リゾートマンションのヴァンベール伊勢志摩とロイヤルヴァンベール志摩的矢湾
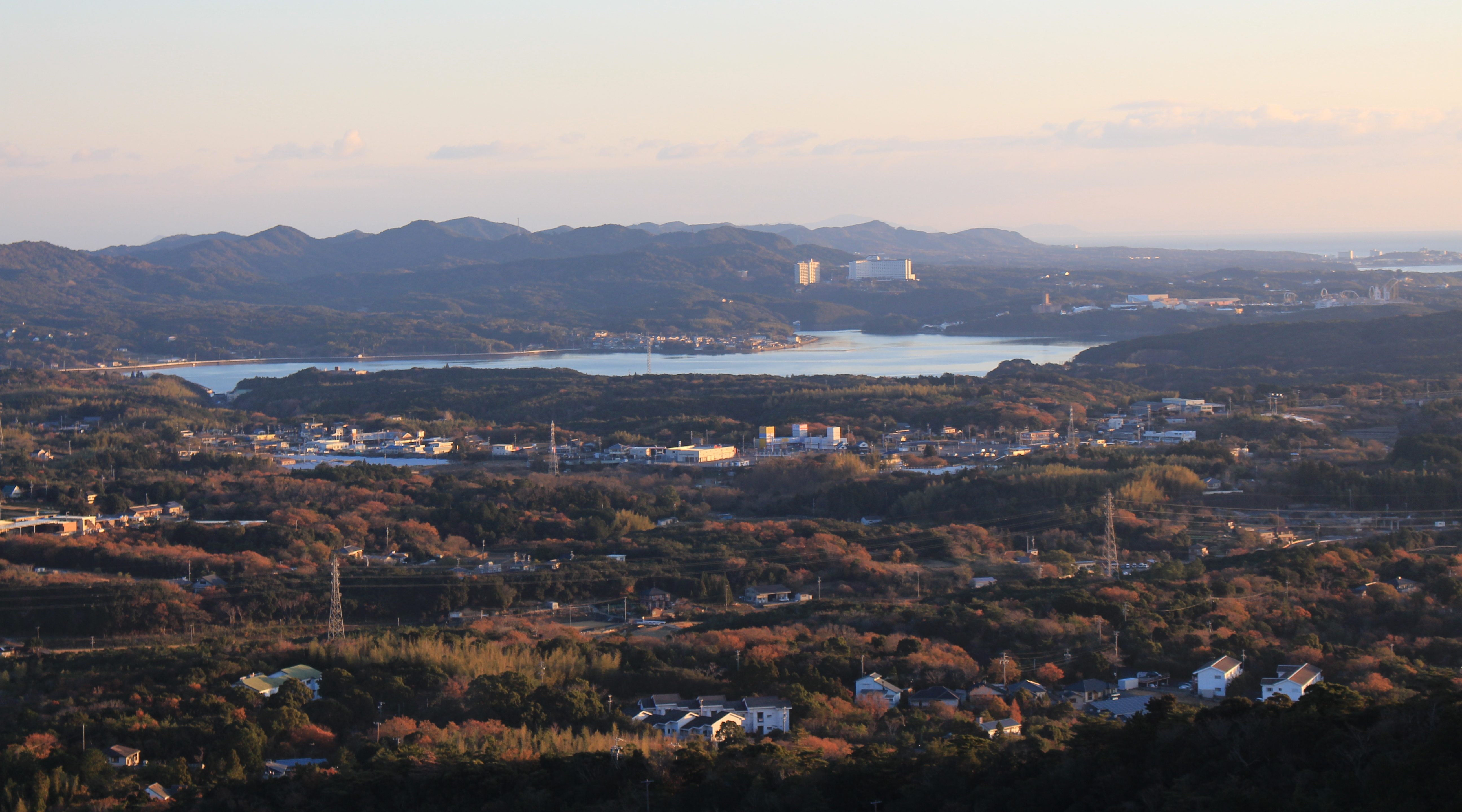
横山展望台から望む伊雑ノ浦

## 参考資料
- 大島襄二「変貌する水産養殖業地域―的矢湾のカキについて―」『人文地理』第9巻第1号、人文地理学会、1957年、16-28頁、NAID 130000994426。
- 志摩市におけるあおさ養殖の歴史
- 人文社観光と旅編集部 編『県別シリーズ25 郷土資料事典 三重県・観光と旅』人文社、昭和49年6月1日改訂新版、139p.